# Licínia (esposa d'Escipió Nasica)
Licínia (en llatí Licinia) va ser una dama romana. Era filla de Luci Licini Cras (Lucius Licinius Crassus) orador i cònsol l'any 95 aC. Formava part de la gens Licínia.
Es va casar amb Publi Corneli Escipió Nasica que va ser pretor l'any 94 aC (fill de Publi Corneli Escipió Nasica, cònsol el 111 aC). Va tenir un fill, que va ser adoptat pel seu pare, amb el nom de Luci Licini Cras Escipió.
Tan ella com la seva germana, també anomenada Licínia, casada amb Gai Mari es van destacar per la puresa i l'elegància de la llengua llatina que parlaven, que havien après de la seva mare Múcia i de la seva àvia Lèlia.